# Língua limburguesa
O limburguês (em neerlandês: Limburgs; em alemão: Limburgisch; em francês: Limbourgeois) é um grupo de idiomas baixo-francônios minoritários falado em Limburgo (1815-1839) e na Renânia, nas proximidades da Tríplice fronteira entre Países Baixos, Bélgica e Alemanha, área que aproximadamente fica dentro de um círculo formado pelas cidades Venlo, Düsseldorf,  Aachen, Maastricht,  Hasselt voltando a Tienen. Em alguns locais, é usada como língua coloquial do dia a dia.

## Características
Em geral o falar Limburguês é muitas vezes descrito como um dialeto seja do alemão ou do holandês, ambas as quais compartilham características comuns. Nas modernas comunidades das províncias belgas e holandesas os idioletos intermediários limburgueses são muito comuns e também combinam o idioma neerlandês com tendências de sotaques e de aspectos gramaticais do limburguês propriamente dito. Assim, o chamado "holandês limburguês", variedade do neerlandês falado na região, é por vezes confundido com o limburguês. Nos Países Baixos é conhecido também como streektaal, "língua da região".

## Etimologia
O nome Limburgs (e suas variantes) deriva da hoje cidade belga de Limburgo (Laeboer em limburguês IPA: /ˈlæːbuʁ/), que foi a capital do Ducado de Limburgo durante a Idade Média.  O povo Limburguês costuma chamar a sua linguagem de Plat, como também os falantes de Baixo-alemão fazem. Esse plat significa basicamente  'não elevado', 'ordinário' ou mesmo 'vulgar', em oposição ao Alto-alemão. O nome também pode ser associado como a palavra platteland (Em neerlandês: 'campo, interior'). O termo geral neerlandês para a língua do povo mais simples em eras mais remotas era Dietsch, ou Duutsch, como se vê na expressão ”Low Dietsch” ou Plattdütsch.

## Abrangência

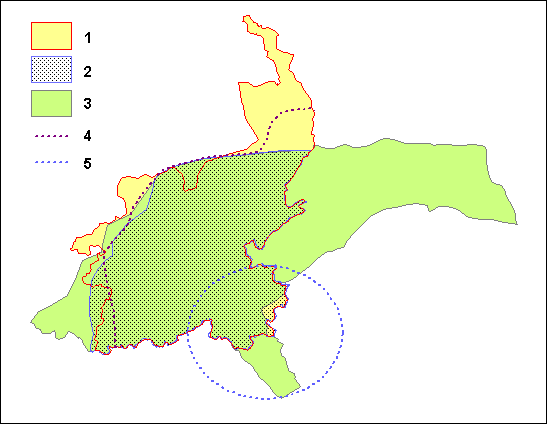
Limburguês em várias definições

O Limburguês tem áreas de definição parcialmente sobrepostas, dependendo dos critérios utilizados:
1. Todos os dialetos falados dentro do limite político das duas províncias do Limburgo.

1. Limburguês de acordo com Jo Daan, o método associativo "seta" do Instituto Meertens.
2. Sul da Francônia inferior, definição com issoglossa entre as linhas de Uerdingen e Benrath por Wenker, Schrijnen e Goossens (Universidade de Leuven).
3. Limite ocidental do acento de ponta limburguês (maior distância lexical do holandês padrão, segundo Hoppenbrouwers)
4. Dialecto do Limburguês do sudeste (Wintgens e Frins); inclui uma parte da língua Ripuariana na Alemanha.

## Dialetos
- Limburguês
  - Limburguês Norte
    - Venlo (Venloos)

  - Limburguês Leste
    - Sittard  (Zittesj)
    - Roermond (Remunjs)

  - Limburguês Central
    - Weert (Wieërts)
    - Maastricht (Mestreechs)

  - Limburguês Sudeste (superposição como a língua Ripuariana.)
    - Aachen
    - Kerkrade (Kirkröadsj)

  - Limburguês Oeste
    - Hasselt (Hessels)
    - Veldeke

O dialeto de Venlo é por muitos considerado como intermediário entre o do Leste e o Kleverlandisj.

## Fonologia
Apresentado a seguir com base NO Limburguês Oeste falado em Montfort.

### Consoantes
|                     | Bilabial | Bilabial | Labiodental | Labiodental | Alveolar | Alveolar | Palatoalveolar | Palatoalveolar | Palatal | Palatal | Velar | Velar | Glotal | Glotal |
| ------------------- | -------- | -------- | ----------- | ----------- | -------- | -------- | -------------- | -------------- | ------- | ------- | ----- | ----- | ------ | ------ |
| Nasal               |          | m        |             |             |          | n        |                |                |         | ɲ       |       | ŋ     |        |        |
| Oclusiva            | p        | b        |             |             | t        | d        |                | ɖ              | c       |         | k     | ɡ     | ʔ      |        |
| Aproximante         | w        |          |             |             |          | ð        |                |                |         | j       |       |       |        |        |
| Africada            |          |          |             |             |          |          |                | dʒ             |         |         |       |       |        |        |
| Fricativa           |          |          | f           | v           | s        | z        | ʃ              | ʒ              | ç       | ʝ       | x     | ɣ     | h      | ɦ      |
| Vibrante            |          |          |             |             |          | r        |                |                |         |         |       |       |        |        |
| Lateral aproximante |          |          |             |             |          | ɫ,l      |                |                |         | ʎ       |       |       |        |        |

### Vogais

#### Monotongos
|                    | Frontal      | Central | Posterior |
| ------------------ | ------------ | ------- | --------- |
| Fechada            | i iː y yː    |         | u uː      |
| Quase fechada      | ɪ            |         |           |
| Meio Quase fechada | e eː ø øː    |         | oː o      |
| Média              |              | ə       | ɔ         |
| Meio aberta        | ɛ ɛː œ œː œ̃ː |         | ɔː ɔ̃ː     |
| Quase aberta       | æ æ̃ː         |         |           |
| Aberta             | a aː         |         | ɑ ɑː ɑ̃ː   |

#### Ditongos
Os ditongos /iə øɪ eɪ æɪ uɪ ɔɪ aɪ ou/ ocorrem, bem como as combinações de /uː ɔː ɑː/ + /j/. /aɪ/ só ocorrem em palavras de origem francesa.

## Tons

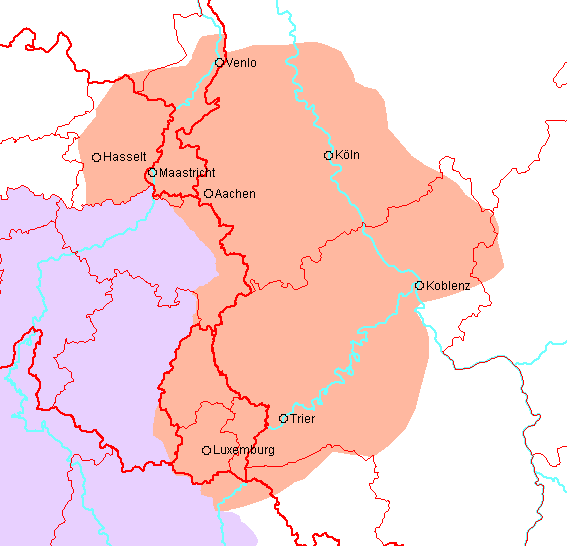
Areas (em laranja) onde a acentuação tônica forte (com tons) usada em Benelux e na Alemanha

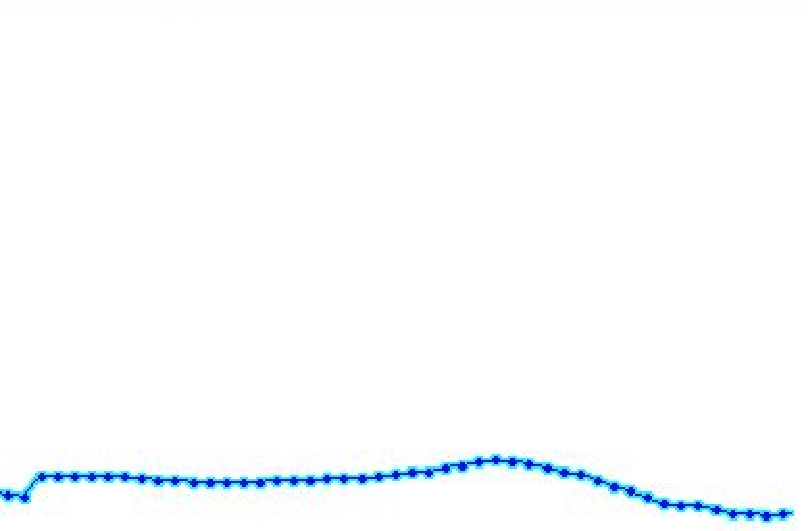
Contorno tonal “pulling”

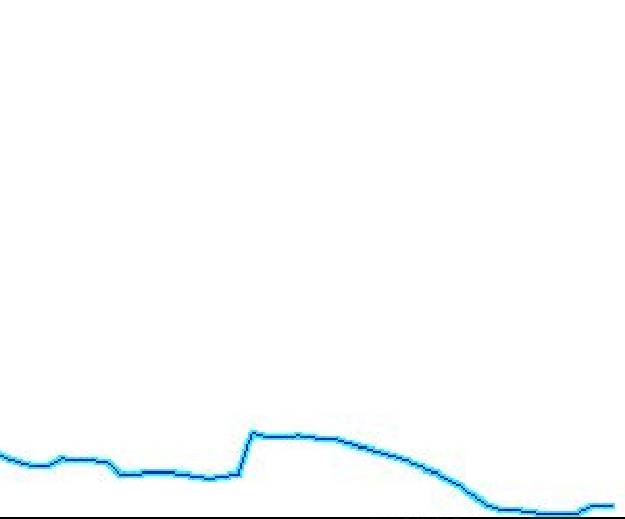
Contorno tonal “pushing

Muitos dialetos limburgueses (e do Ripuariano) apresentam uma variação de tonicidade, com dois tipos diferentes de tonicidade utilizados em sílabas acentuadas. A diferença entre essas duas tonicidades é usada tanto para diferenciar formas gramaticais dum mesmo lexema único e dum par mínimo de tons. Em relação específica ao Limburguês, essas duas formas de tons são tradicionalmente conhecidas como sjtoettoen ("tom empurrado") e sjleiptoen ("tom puxado"). O tom puxado tem função lexica, mas o empurrado não tem essa função.
Como exemplo, [daːx˦˨˧] daa~g com um tom puxado significa "um dia" em Limburguês, enquanto que em muitos dialetos da língua [daːx˦˨] daa\g com tom empurrado é a forma plural, "dias" (além disso, [daːx] também pode ser articulado num tom neutro numa 3ª possibilidade, significando "ser bom").
A diferença é gramatical, mas não é léxica. Um exemplo de diferença léxica causada pelo tom “puxado” é a palavra  [biː˦˨] bie\ que num tom “empurrado” significa "abelha", formando um par tonal mínimo com  [biː˦˨˧] bie~, que articulado com tom puxado significa a preposição "a".

## Gramática

### Substantivo

#### Gêneros
De uma forma mais conservadora do que o neerlandês, limburguês ainda tem três gêneros gramaticais. A partícula determinativa é, como em neerlandês, "de" para substantivos masculinos ou femininos e  "'t" para os neutros. Nalguns dialetos, porém, o "de" torna-se "d'n" antes de palavras masculinas que comecem com b, d, h, t ou com vogal; noutros dialetos essa forma é d'r. Na maior parte dos dialetos o artigo indeterminado é eine(n) para masculino, ein para feminino e ei ou 'n para neutros. Quando não tônicas essas formas são percebidas como ne(n), n e  e.

#### Plural
Para alguns substantivos o limburguês usa simulfixos (ex. Umlaut) para formar o plural. Essa forma de construir o plural é também usada noutras línguas germânicas ocidentais, como o alemão e nalguma extensão também em inglês (man - men ; goose - geese), o que é muito raro em neerlandês. Quanto mais a leste, mais próximo à Alemanha, mais se veem plurais e diminutivos com Umlaut.
- broor - breurke - breur (irmão – irmãozinho - irmãos)
- sjoon - sjeunke - sjeun (sapato – sapatinho - sapatos): notai que pode ser também 'sjoon' com sjtoettoen (tom “puxado”).

O sufixo diminutivo mais usado é -ke, como no brabante, ou -je/-sje depois de consoante dental.

## Escrita
A língua limburguesa usa o alfabeto latino convencional de 26 letras. Usam-se também nas vogais A, E, O o trema e os acentos agudo, grave, circunflexo.(esse somente no A). Como consoantes usam-se também as formas Ch, Dj, Dk, Lj, Ng, Nj, Qu, Sj e Zj.

## Amostra de texto
Pai Nosso
Oze vader, dae in de hemel ies, eure naam ies oes heilig, laot eur riek van vrae kómme op dees waereld en laot oes handele volges eure wil.
Gaef ederein zien dageliks broad en vergaef oes oos miessjlaeg,  zoa wie veer aan andere vergaeve wat ze taege oes miesdege, bring oes neet in verzeuking en verlos oes van alle koad.
Want van uuch ies 't keuninkriek en de krach en de gelökzaligheid in alle ièwigheid.
Amen.